# William B. Graham Prize for Health Services Research
Der William B. Graham Prize for Health Services Research ist eine 1986 von der Baxter International Foundation gestiftete und durch die US-amerikanische Association of University Programs in Health Administration (AUPHA) verliehene Auszeichnung für Forschung im Bereich der Gesundheitsversorgung. Der Preis ist mit insgesamt 50.000 US-$ dotiert, wovon jeweils eine Hälfte an den Preisträger und an eine von diesem ausgewählte gemeinnützige Organisation vergeben wird. Seit 2006 ist er nach dem langjährigen CEO von Baxter International, William B. Graham, benannt. Die Verleihung erfolgt anlässlich der Jahresversammlung der AUPHA, die meist im Juni stattfindet.

## Liste der Preisträger

### The Baxter International Foundation Prize
- 1986: Avedis Donabedian[1][2]
- 1987: Brian Abel-Smith[1]
- 1988: Joseph Newhouse und Robert H. Brook[1]
- 1989: M. Eisenberg[1]
- 1990: Rosemary A. Stevens[1]
- 1991: Victor R. Fuchs[1]
- 1992: John D. Thompson und Robert B. Fetter[2]
- 1993: John Wennberg
- 1994: Alain Enthoven[2]
- 1995: Stephen M. Shortell[1][2]
- 1996: Kerr L. White[1]
- 1997: David Mechanic[1]
- 1998: Harold S. Luft[1]
- 1999: Ronald Andersen und Odin W. Anderson[1][2]
- 2000: Karen Davis[1][2]
- 2001: Robert G. Evans[2]
- 2002: John M. Eisenberg (posthum)
- 2003: Robert J. Blendon
- 2004: Barbara Starfield[2]
- 2005: David Sackett[3]

### William B. Graham Prize
- 2006: Linda Aiken[4]
- 2007: Donald Berwick[1]
- 2008: Michael Marmot[1]
- 2009: Carolyn Clancy[5]
- 2010: Uwe E. Reinhardt[6]
- 2011: Edward H. Wagner[7]
- 2012: Mark V. Pauly[8]
- 2013: Dorothy P. Rice[9]
- 2014: Stuart Altman[10]
- 2015: Anthony Culyer und Alan Maynard[11]
- 2016: John K. Iglehart[12]
- 2017: David Blumenthal[13]
- 2018: Elizabeth H. Bradley[14]
- 2019: Peter Pronovost[15]
- 2020: William C. Hsiao[16]
- 2021: Sherry Glied
- 2022: David R. Williams
- 2023: Lisa A. Cooper[17]
- 2024: David M. Cutler
- 2025: Katherine Baicker